# Lorenzo Aparicio (Boliche)
Lorenzo Aparicio "Boliche" (Madrid, 1900-1989) fue un pintor español, generalmente adscrito a la pintura naïf.
Albañil de la Diputación de Madrid, su obra como pintor se caracteriza por el empleo de técnicas mixtas, desde el óleo y los materiales tradicionales hasta los materiales propios de su trabajo. 
Crítica:
Plasmó en su obra artística una cosmogonía propia; un mundo de imágenes y rostros extraños que sólo podían pertenecer a su mente creadora y fabuladora. Un repertorio iconográfico salido de su imaginación y fantasía para nutrirse al mismo tiempo, de si vida y biografía en África, batallas, toros, toreros y personajes singulares. Su arte es el de un genio visionario, un creador estrambótico y extravagante, lleno de humanidad. Boliche creía en lo que hacía y esta seguridad en su arte le hacía sentirse altanero y orgulloso de su obra plástica.
Su trabajo artístico lo llevó a cabo con las técnicas y soportes más insólitos, desde el óleo y tintas tradicionales hasta los materiales de desecho más insospechados que él manipulaba y recreaba hasta la obra maestra.
Boliche consiguió en el arte algo difícil y buscado por todos los artistas: un lenguaje personal. Sus trazos tienen mucho de ideas y venidas sobre el soporte, hasta recubrir plenamente el vacío con las espirales y ondulados de sus dibujos. Boliche consiguió con su obra ponerse en la cima de los nombres del Naïf Español. Una obra naïf expresionista y llena de sabores cromáticos.
Julia Sáez-Angulo
Crítico de Arte

Albañil de la Diputación de Madrid, peregrino cronista gráfico de las operaciones militares de Marruecos y verdadero guardador del amor ancestral al horror vacui, ya que es constante su tendencia a no dejar vacío de figuración ni un centímetro cuadrado en la superficie de sus pinturas.
Juan Antonio Gaya Nuño
Historiador y crítico de Arte
- Datos: Q5978975